# Aloe plowesii
Aloe plowesii é uma espécie de liliopsida do gênero Aloe, pertencente à família Asphodelaceae.